# Sedum hintoniorum
Sedum hintoniorum är en fetbladsväxtart som beskrevs av Billie Lee Turner. Sedum hintoniorum ingår i Fetknoppssläktet som ingår i familjen fetbladsväxter. Inga underarter finns listade i Catalogue of Life.